# Ejisu
Ejisu – miasto i stolica dystryktu Ejisu-Juaben w regionie Aszanti w Ghanie, leży na wschód od stolicy regionu Kumasi.